# River Plate
River Plate đầy đủ là Club Atlético River Plate (phát âm tiếng Tây Ban Nha: [ˈriver ˈpleit]) là một câu lạc bộ thi đấu trong giải vô địch quốc gia Argentina. Đây là đội bóng láng giềng và là đội bóng kình địch của Boca Juniors. River Plate là câu lạc bộ giàu thành tích nhất trong lịch sử bóng đá Argentina ở cấp câu lạc bộ, với 38 chức vô địch quốc gia. Họ từng đăng quang tại Copa Libertadores, Cúp liên lục địa, Supercopa Sudamericana và Copa Interamericana... Theo Hiệp hội Thống kê lịch sử bóng đá thế giới, River Plate đứng thứ 9 trong danh sách những đội bóng vĩ đại nhất mọi thời đại (số 1 ở châu Mỹ).
Năm 2011, câu lạc bộ này thi đấu sa sút và lần đầu tiên phải xuống thi đấu ở giải hạng hai, lần đầu tiên trong lịch sử 110 năm tồn tại của câu lạc bộ, kéo theo là nhiều hậu quả nặng nề về tài chính, Với việc xuống hạng, River Plate sẽ mắc nợ khoảng 68,33 triệu USD và mất khoảng 7 triệu USD từ tiền bản quyền truyền hình, 3 triệu USD từ những hợp đồng quảng cáo